# Effen
Effen est un village situé dans la commune néerlandaise de Bréda, dans la province du Brabant-Septentrional. Le 1er janvier 2007, le village comptait 860 habitants.

## Personnalités
- Le groupe de musique pop Abel est originaire de Effen.